# Vorstendom

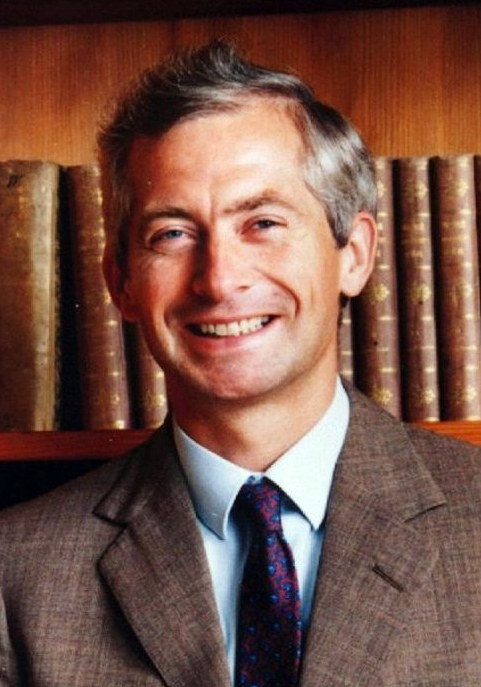
Hans Adam II, de huidige vorst van het vorstendom Liechtenstein

Een vorstendom of prinsdom is een door een vorst of prins geregeerde staat, of, in bredere zin, een soeverein heersergebied van een monarch. De naam 'prins' wordt doorgaans alleen gebruikt voor staten waar een vorst met een lagere rang dan koning aan het hoofd staat en dient niet verward te worden met dezelfde titel die de zonen van een koning dragen. 
De titel ‘prins’ is in Groot-Brittannië en Frankrijk gebruikelijk, terwijl deze rang in de gebieden van het Duitse Rijk als ‘vorst’ (Fürst) wordt aangeduid.
Vorstendommen van allerlei slag bestonden vooral in de middeleeuwen en de vroegmoderne tijd. Met het religieuze gezag verbonden vorstendommen heetten prinsbisdom. In de Nederlanden was er het prinsbisdom Luik. Van 980 tot 1795 was dat een zelfstandig prinsdom met de prins-bisschop als vorst. In het Frans spreekt men van principauté épiscopale de Liège, meestal kortweg principauté de Liège. Andere prinsdommen waren het prinsbisdom Kamerijk (947-1789), abdijvorstendom Stavelot-Malmedy, dat beheerd werd door de prins-abt van de Abdij van Stavelot, en het Sticht Utrecht, dat beheerd werd door de bisschop van Utrecht. 
Door het opkomende nationalisme, de Franse Revolutie en de eenwording van Duitsland en Italië zijn de meeste graafschappen, hertogdommen en prinsdommen opgeheven. 
Voorbeelden van hedendaagse vorstendommen zijn Andorra (met een dubbele heerschappij of diarchie: de ene vorst was de Franse koning, nu de president, en de andere is nog altijd de bisschop van Urgel in Spanje); Liechtenstein en Monaco hebben nog hun eigen erfelijke vorst. Voor deze landen worden de woorden vorstendom en prinsdom doorgaans door elkaar gebruikt, voor Liechtenstein iets gemakkelijker vorstendom (Fürstentum), voor Monaco en Andorra iets gemakkelijker prinsdom (principauté).
De Spaanse regio Asturië heeft vanwege historische redenen ook de titel prinsdom, en de Spaanse troonopvolger draagt de titel Prins van Asturië. Deze betiteling is echter puur symbolisch en staat los van de bestuursstructuur van Spanje.
De niet-erkende staatjes Sealand, Hutt River, Tavolara en Seborga omschrijven zichzelf ook als vorstendommen.